# Perisesarma bengalense
Perisesarma bengalense is een krabbensoort uit de familie van de Sesarmidae. De wetenschappelijke naam van de soort is voor het eerst geldig gepubliceerd in 2003 door Davie.